# 卡尔-埃里克·奥尔松
卡尔-埃里克·奥尔松（瑞典語：Carl-Erik Ohlson，1920年9月23日—2015年12月24日），瑞典男子帆船运动员。他曾代表瑞典参加1952年夏季奥林匹克运动会帆船比赛，获得5.5米级铜牌。